# Fjodor von Budberg
Fjodor (Theodor) Pavel Andrej Andrejevitj von Budberg (ryska: Фёдор Андреевич Будберг, tyska: Theodor Paul Andreas von Budberg), född 1851 och död 1916, var en rysk friherre och diplomat.
von Budberg var sekreterare vid ryska ambassaden i Wien 1883-1896, legationsråd där 1897-1905, envoyé i Stockholm, 1905-1909 samt ambassadör i Madrid 1909-1916. von Budberg blev 1895 kammarherre, 1897 verkligt statsråd och 1908 hovmarskalk. Han var en framstående diplomat, men har i Sverige setts som mindre nogräknad om medlen, då han inte alltid gynnade svenska intressen i sin kommunikation med hemlandet.